# Rdza goździka

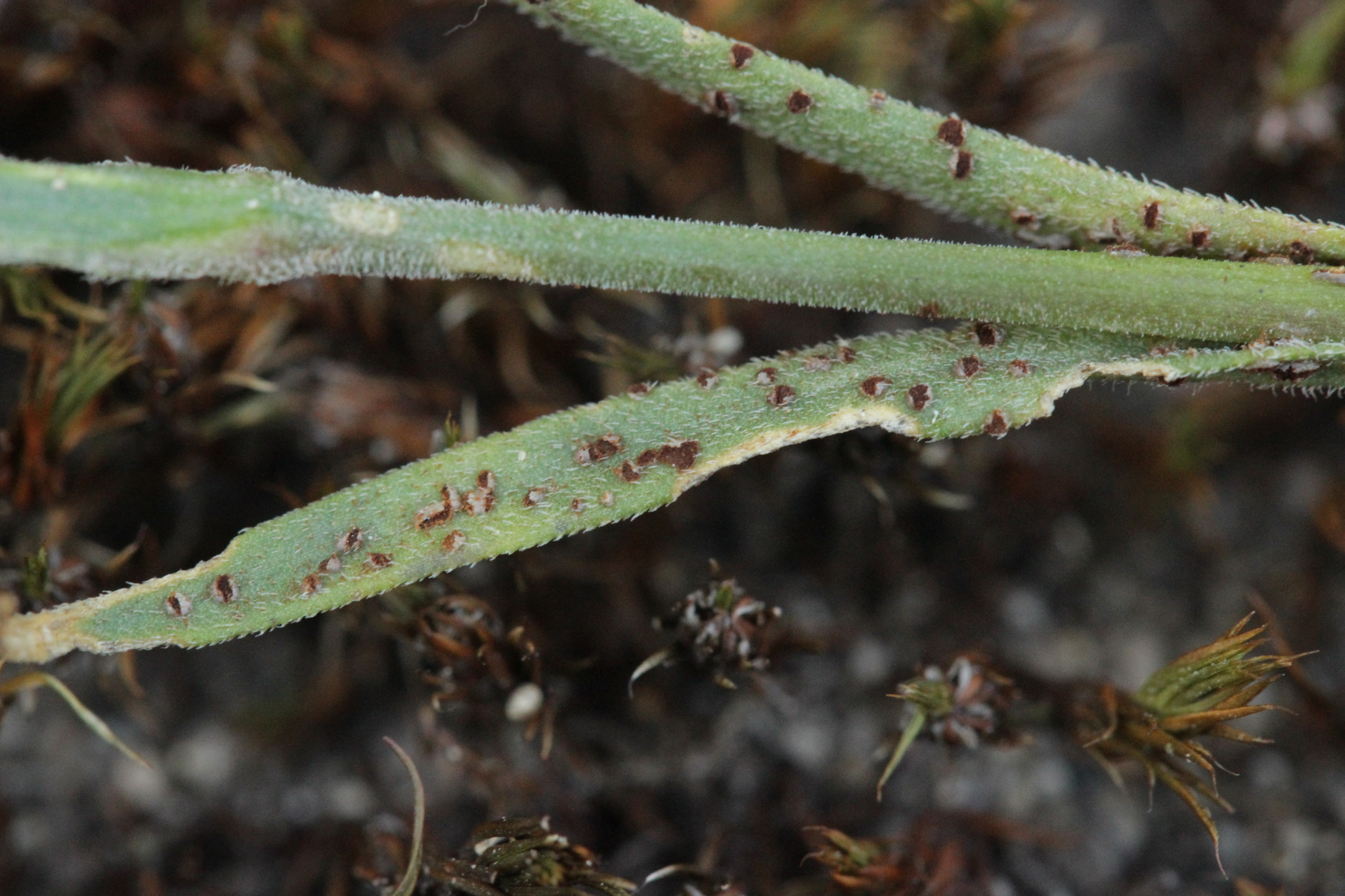
Porażony pęd goździka kropkowanego

Rdza goździka (ang. rust of carnation) – wywołana przez Uromyces dianthi grzybowa choroba goździka (Dianthus). Zaliczana jest do grupy chorób zwanych rdzami.

## Objawy i szkodliwość
Patogen może opanować wszystkie części roślin, zazwyczaj jednak objawy choroby pojawiają się na łodygach i liściach. Początkowo na łodygach i obydwu stronach liści powstają liczne, drobne, podłużne, żółtawe plamki, które później przekształcają się w pęcherzykowate wzniesienia. Skórka rośliny pęka odsłaniając rdzawe uredinia z urediniosporami. Liście żółkną, skręcają się i zasychają. Czasami rozwijają się także brunatne, półokrągłe lub wydłużone telia. Rośliny stają się karłowate i mogą nie kwitnąć.
Choroba występuje głównie w uprawie szklarniowej. Oszpeca kwiaty i niszczy liście obniżając wartość plonu. W matecznikach osłabia rośliny i zmniejsza ilość sadzonek zdatnych do rozsady. Obecnie występuje jednak rzadko, głównie w szklarniach zaniedbanych.

## Epidemiologia
Jest to rdza dwudomowa, to znaczy, że do pełnego rozwoju potrzebuje dwóch żywicieli. Drugim są rośliny z rodzaju wilczomlecz (Euphorbia). Powstające na nich zarodniki zwane ecjosporami mogą być przez wiatr przeniesione do upraw goździków. Do szklarni patogen często dostaje się wraz z zainfekowanymi sadzonkami. Powstające w szklarni urediniospory mogą powodować infekcje pierwotne i wtórne. Powstające czasami teliospory nie mają znaczenia, gdyż mogą się rozwijać tylko na wilczomleczach.

## Ochrona
Najważniejsze jest unikanie dużej wilgotności sprzyjającej rozwojowi patogenu. Do nasadzeń należy stosować indeksowane, wolne od patogenów sadzonki. Zainfekowane resztki roślin podczas produkcji należy usuwać i dokładnie czyścić i sterylizować szklarnię pomiędzy cyklami produkcyjnymi. Unikać należy podlewania od góry lub jakichkolwiek praktyk, które utrzymują rośliny mokre przez dłuższy czas. Aby zapewnić roślinom dobrą cyrkulację powietrza należy je sadzić w odpowiednich odstępach.
W razie potrzeby stosuje się 2–4-krotne opryskiwanie roślin fungicydami co 7–10 dni. Używa się preparatów ditiokarbaminianowych, lub triazolowych (difenokononazol). Można stosować takżenaturalne substancje, np. chitozan lub ekstrakt z nasion i miąższu grejpfrutów.